# Cytheralisonidae
Cytheralisonidae is een familie van kreeftachtigen uit de klasse van de Ostracoda (mosselkreeftjes).

## Geslachten
- Cytheralison Hornibrook, 1952
- Debissonia Jellinek & Swanson, 2003